# Den livstrætte Theodor
Den livstrætte Theodor er en dansk stumfilm fra 1916 instrueret af Lau Lauritzen Sr. og efter manuskript af Valdemar Hansen.

## Handling
Denne artikel mangler et handlingsreferat. Hjælp os med at skrive det.

## Medvirkende
- Lauritz Olsen, Theodor
- Mathilde Felumb Friis, Teodora
- Tage Hertel